# 船員保険会
一般財団法人船員保険会（せんいんほけんかい）は、主に船舶被保険者を対象にして医療施設、保養施設、福祉サービスなどを実施する公益法人である。
1941年（昭和16年）に設立され、愛称は「SEMPOS（センポス）」。元厚生労働省所管。

## 会の目的
「船員保険制度の円満な運営と健全な発達を期するため、船員保険被保険者、被保険者であった者、被扶養者又は保険給付を受ける者の福祉の増進を図り、我が国の経済社会の健全な発展及び国民生活の安定向上に寄与するとともに、本会経営施設で実施する公衆衛生活動等を広く公共に供与し、国民の体と心の健康の維持・増進に資することを目的とする。」（定款第3条）

## 事業
会は目的達成のため、以下の事業を行う（定款第4条）。
1. 医療施設及び保養施設の開設、設置、経営に関すること。
2. 海上医学研究に関すること。
3. 船員保険制度の普及等のための広報及び図書の刊行等に関すること。
4. 保険者等からの船員保険福祉事業の受託に関すること。
5. 健康診断及び保健指導等公衆衛生活動に関すること。
6. 国等からの委託による施設の運営又は管理に関すること。
7. その他本会の目的を達成するために必要なこと。

## 評議員会・理事会
評議員会は以下の決議を行う（定款第21条）。評議員会は、定時評議員会として毎事業年度終了後3か月以内に1回開催するほか、必要がある場合に開催する（定款第22条）。評議員は5名以上9名以内で、原則無報酬。
1. 理事及び監事の選任及び解任
2. 理事及び監事の報酬の額
3. 各事業年度の決算の承認
4. 定款の変更
5. 残余財産の処分
6. 基本財産の処分又は除外の承認
7. その他評議員会で決議するものとして法令又は定款に定める事項

理事会は、次の職務を行う（定款第38条）。理事会は、通常理事会として事業年度毎に6月、11月、3月の年3回開催するほか、臨時理事会として会長が必要と認めたときや理事から会長に招集の請求があったとき等に開催する（定款第39条）。理事は5名以上9名以内で、うち3名以内を代表理事とし、代表理事のうち1名が会長、2名以内が常務理事となる。
1. 本会の業務執行の決定
2. 理事の職務の執行の監督
3. 代表理事の選定及び解職
4. その他理事会で決議するものとして法令又は定款で定められた事項

## 健康管理センター
船員保険会が運営する健診施設のこと。
- 北海道健康管理センター（北海道札幌市中央区）
- 品川シーズンテラス健診クリニック（東京都品川区）
- 横浜リーフみなとみらい健診クリニック（神奈川県横浜市西区）
- 大阪健康管理センター（大阪府大阪市港区）
- 福岡健康管理センター（福岡県福岡市東区）

## センポスの宿
船員保険会が経営する宿泊施設のこと。これらの施設は被保険者でなくても利用可能。
保養所
- 鳴子やすらぎ荘（宮城県大崎市）
- サンポートみさき（神奈川県三浦市）
- 箱根嶺南荘（神奈川県足柄下郡箱根町）
- やいづマリンパレス（静岡県焼津市）

福祉センター
いずれの施設も、2012年9月30日にて閉館した。
- マリンヒルホテル小樽（北海道小樽市）
- ヒルサイドホテル富士見（長野県諏訪郡富士見町）
- みのたにグリーンスポーツホテル（兵庫県神戸市北区）
- スパリゾートホテル久留米（福岡県久留米市）

### 閉館
- 函館かもめ荘（北海道函館市）
- 宗谷パレス（北海道稚内市）
- マリンプラザ八戸（青森県八戸市）
- 秋田あきほ苑（秋田県秋田市）
- 和倉パレス（石川県七尾市）
- ブルースカイ坂出（香川県坂出市）
- サンパレスむろと（高知県室戸市）
- 指宿湯の浜（鹿児島県指宿市）2009年9月30日で閉館。
- マリンサイド気仙沼（宮城県気仙沼市）2014年12月25日で閉館。